# William Galbraith
William Galbraith, född 24 januari 1885, död 12 oktober 1937, var en friidrottare från Kanada. Han deltog vid olympiska sommarspelen 1908.